# Dipodomys panamintinus
Dipodomys panamintinus es una especie de roedor de la familia Heteromyidae. LLeva el nombre de un área de  Panamint Valle y Panamint Gama montañas al oeste del Valle de la Muerte

## Distribución geográfica
Se encuentran en el Desierto de Mojave en California y Nevada,  en los Estados Unidos.